# Villanueva (Bolívar)
Pour les articles homonymes, voir Villanueva.
Villanueva est une municipalité située dans le département de Bolívar, en Colombie.